# Opsoclonia
Opsoclonia se refiere al término médico usado para describir movimientos oculares sin control. Opsoclonia consiste en movimientos oculares rápidos, involuntarios, multivectoriales (horizontal y vertical), impredecibles, conjugados.
Posibles causas de la opsoclonia incluyen neuroblastoma y encefalitis en niños, cáncer de pulmón, de ovario y de mama en adultos. Otras etiologías incluyen esclerosis múltiple, toxinas, efectos secundarios de medicamentos, enfermedad celíaca, ciertas infecciones (el virus del Nilo Occidental, la enfermedad de Lyme), el linfoma no hodgkiniano y el adenocarcinoma de riñón.

## Enlaces
- Definition
- GP Notebook
- Mechanism of rotatory eye movements in opsoclonus

- Datos: Q2027232